# Famille van Waesberghe
La famille van Waesberghe, qui se distingua dans la magistrature grammontoise, tire son nom, son titre[Lequel ?], et son origine des anciens seigneurs de Waesberghe, hameau de Maria-Lierde.

## Généralités
Elle tenait en clientèle la principauté de Gavre, la seigneurie de Maria-Lierde, située dans le territoire de Grammont. Depuis l'époque de Gui-Dampierre inauguré en 1279, cette famille fut comptée parmi la noblesse de la Flandre pour ses nombreux et loyaux services rendus au pays en temps de guerre et en temps de paix. Leur blason apparaît sur un sceau de 1280 invoqué quatre siècles et demi plus tard : en 1730 en effet, Richard de Grez et Jean-Joseph d'Hatrival, hérauts d'armes du duché de Brabant, délivrent aux descendants de Pierre van Waesberghe, frère d'Adrien (1616-1687), une attestation de filiation et d'armoiries. Ce document atteste l'ancienneté de cette famille notable et la filiation jusqu'à Gilles van Waesberghe, vivant au XIVe siècle.

## Armes
| Armoiries de la famille van Waesberghe | Armoiries de la famille van Waesberghe |
| -------------------------------------- | --- |
|                                        | Blasonnement:d'argent billeté de sable, au lion du même, armé, lampassé et couronné d'or. Ornements extérieurs : L’écu surmonté d’un heaume d’argent, grillé, colleté et liseré d’or, doublé et attaché de gueules, aux bourrelet et lambrequins d’argent et de sable. Cimier : Un lion issant de sable couronné d'or. Cri : Waesberghe. Devise:Nullus limes leoni (Pas de frontières au lion). Supports:Un griffon et un lion. |

## Les trois branches principales

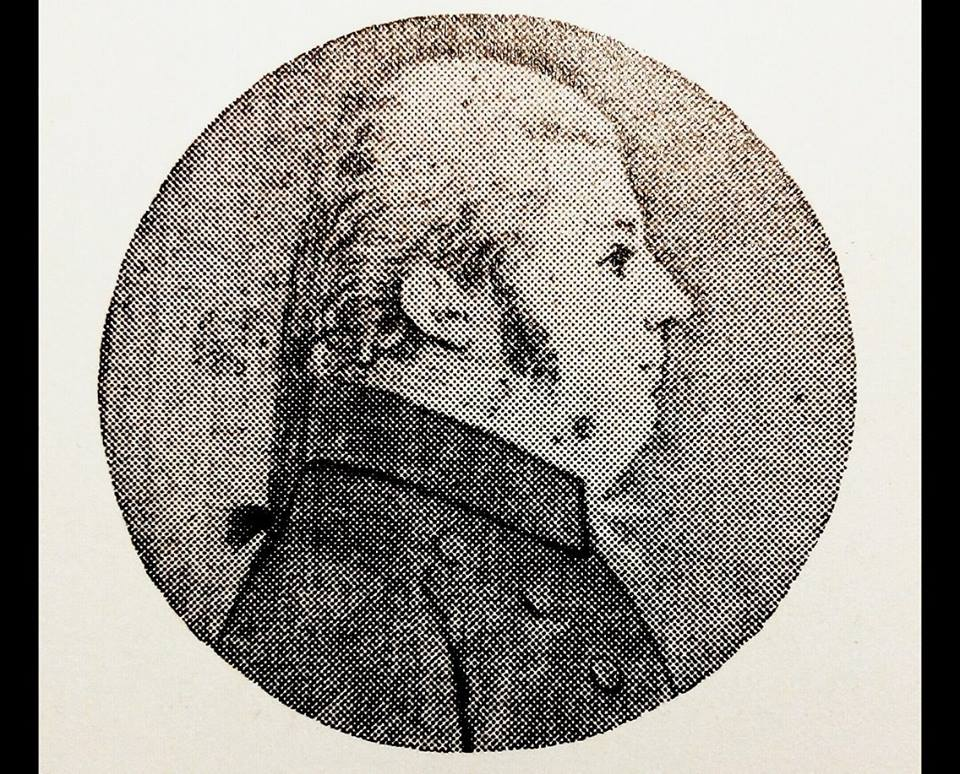
Dr. Norbertus Vincentius Augustinus van WAESBERGHE (1741 Eeklo-1778 Hulst) Branche de Gand

Au XVIe siècle, la famille se divise en trois branches principales issues de trois fils de Jean van Waesberghe vers 1470 :

### La branche de Gand
Eeklo et Hulst, issue d'Adrien susmentionné et où l'on compte un bourgmestre d'Eeklo et onze médecins. C'est de cette branche que descend Julien van Waesberghe ainsi que l'architecte Art nouveau, Armand Van Waesberghe, issu de Adrien Van Waesberghe, licencié en médecine et bourgmestre d'Eeklo, né à Alost en 1616.

### La branche de Grammont
La branche de Grammont, qui a donné un seigneur d'Hundelgem, et à laquelle se rattache Pierre van Waesberghe († 1613), dont la pierre tombale armoriée est encastrée dans le mur du transept nord de l'église Saint-Bartholomé à Grammont.

### La branche de Rotterdam
Établie en Hollande pour motifs religieux, alliée notamment aux Elsevier et exerçant comme ceux-ci la profession d'imprimeur
Dès 1632, Philippe de l'Espinoy signale les armes van Waesberghe dans ses Recherches des Antiquités & Noblesse de Flandre. Plusieurs obits armoriés van Waesberghe figuraient jadis dans diverses églises de Gand (Saint-Nicholas, Poortakker, Augustins). L'un d'entre eux se trouvait en la chapelle du château d'Elsegem. Les autres ont disparu.

## Personnalités
- (nl) Jan van Waesberghe (ca. 1528-1590), imprimeur connu à Anvers et Rotterdam.
- (nl) Jan II van Waesberghe (1556-1626)
- Armand Van Waesberghe (1879-1949), architecte bruxellois, adepte de l'Art nouveau.

## Alliances
- Poot
- de Muyser Lantwyck

(nl) Source : Laurette van Waesberghe, Genealogie van de familie van Waesberghe, Afstamming van Gillis van der Hammeye tot bij de familie de Muyser Lantwyck, 1995, p. 79–80